# Mistrzostwa Oceanii w Judo 2012
25. Mistrzostwa Oceanii w judo odbywały się w dniach 29-30 kwietnia 2012 roku w Cairns. W tabeli medalowej tryumfowali judocy z Australii.

## Klasyfikacja medalowa
| Miejsce | Państwo             |    |    |    | Razem |
| ------- | ------------------- | -- | -- | -- | ----- |
| 1       | Australia           | 7  | 9  | 5  | 21    |
| 2       | Nowa Zelandia       | 2  | 3  | 4  | 9     |
| 3       | Fidżi               | 2  | 0  | 0  | 2     |
| 4       | Nowa Kaledonia      | 1  | 0  | 6  | 7     |
| 6       | Polinezja Francuska | 1  | 0  | 2  | 3     |
| 7       | Papua-Nowa Gwinea   | 0  | 0  | 1  | 1     |
| .       | Wyspy Salomona      | 0  | 0  | 1  | 1     |
| Razem   | Razem               | 13 | 12 | 19 | 44    |

## Medaliści

### Mężczyźni
| Konkurencja:   | Złoto:         | Srebro:          | Brąz:                                   |
| −60 kg         | Arnie Dickins  | Matt D’Aquino    | Tony Lomo Corentin Le Goff              |
| −66 kg         | Ivo Dos Santos | Steven Brown     | Raymond Ovinou Alister Leat             |
| −73 kg         | Lee Calder     | Woo-Su Choi      | Abedias Trindade de Abreu Darren Rogers |
| −81 kg         | Josateki Naulu | Brent Iverson    | Ivica Pavlinic Nicolas Tivant           |
| −90 kg         | Mark Anthony   | Sebastian Temesi | Teva Gouriou Ryan Dill-Russell          |
| −100 kg        | Daniel Kelly   | Jason Koster     | Ben Broadhead                           |
| powyżej 100 kg | Jérémy Picard  | Jake Andrewartha | Stéphane Courtine Gavin Kelly           |

### Kobiety
| Konkurencja: | Złoto:            | Srebro:          | Brąz:                      |
| −48 kg       | Chloe Rayner      | ----             | ----                       |
| −52 kg       | Elodie Foeillet   | Emma Rouse       | Cindy Rival Hannah Trotter |
| −57 kg       | Carli Renzi       | Kiarn Kelly      | Rosa Delots Darcina Manuel |
| −63 kg       | Kylie Koenig      | Aoife Coughlan   | Coralie Bretegnier         |
| −70 kg       | Moira de Villiers | Sara Collins     | Catherine Arscott          |
| −78 kg       | Sisilia Naisiga   | Sophia Michaelis | ----                       |